# Bellifortis

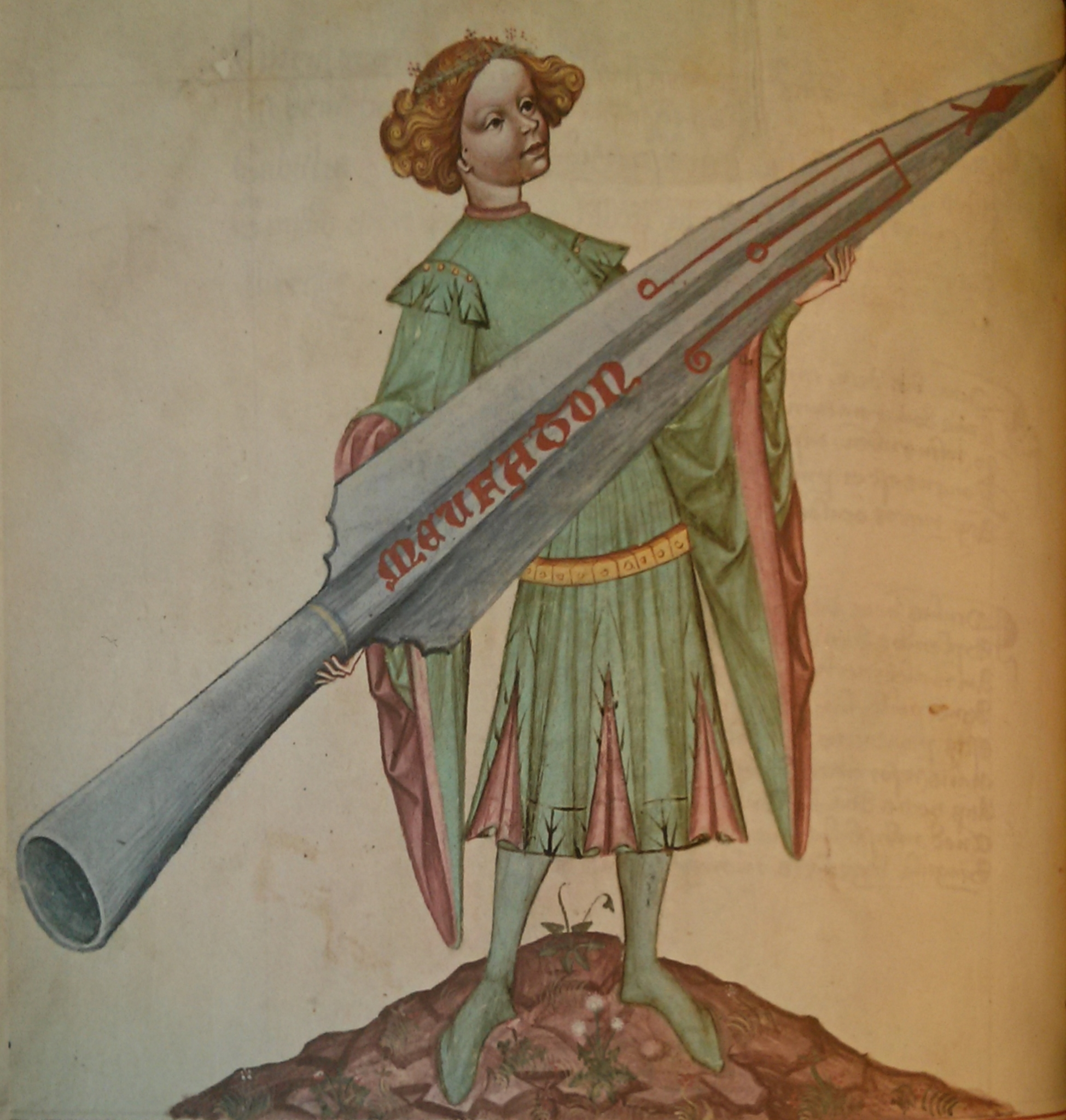
Kyeser es va enamorar de lallegenda d'Alexandre el Gran: aquí Alexandre té la primera representació d'un coet, (Bellifortis c. 1405)

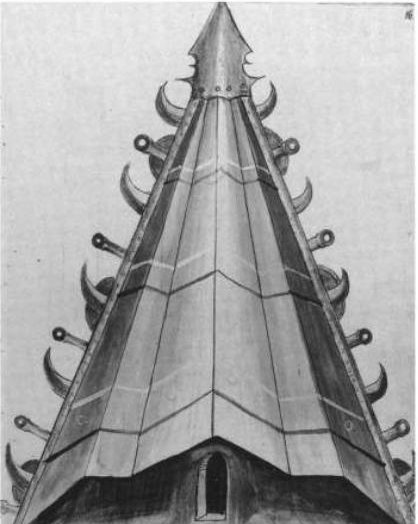
Un carro de guerra gegant que havia estat inventat per Alexandre Magne (Bellifortis)

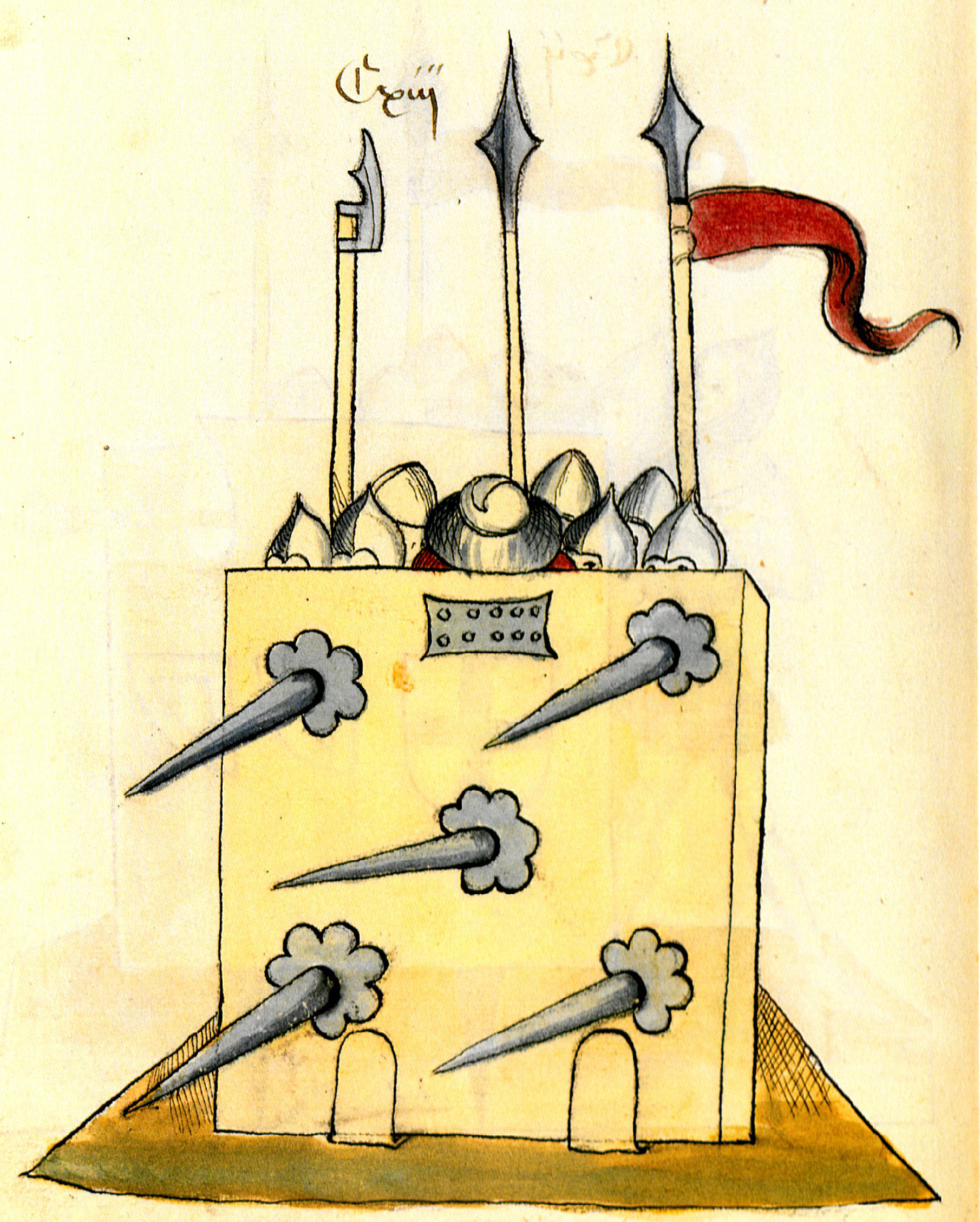
Guerrers cobrint-se darrere d'un escut (manuscrit Clm 30150)

Bellifortis ("Fort en la guerra", "Fortificacions de guerra") és el primer tractat de tecnologia militar totalment il·lustrat, que data de principis del segle xv. resumeix diferent material d'escriptors clàssics sobre tecnologia militar, com ara Vegetius (De Re Militari) i Frontinus (Strategemata anecdotica), ampliant-los amb gran quantitat de dibuixos, fent èmfasi en la poliorcètica o en l'art de la guerra de setge, però tractant la màgia com a complement de les arts militars; "Està saturat d'astrologia," va remarcar Lynn White, Jr. en una revisió de la primera edició en facsímil.

## Història del tractat
Konrad Kyeser va escriure el seu tractat entre 1402 i 1405 quan va ser exiliat de Praga a la seva ciutat natal d'Eichstätt. Moltes de les il·lustracions del llibre van ser fetes per il·luminadors alemanys que van ser enviats a Eichstätt després de la seva pròpia expulsió del scriptorium de Praga. L'obra, que no es va imprimir fins al 1967, va sobreviure en un sol manuscrit de presentació original sobre pergamí a la Universitat de Göttingen, amb la data de 1405, i en nombroses còpies, fragments i ampliacions, tant del text com de les il·lustracions, realitzades en terres alemanyes.

## Disseny del llibre
Bellifortis va ser escrit en llatí i contenia moltes il·lustracions elaborades d'armes de guerra. El manual analitza màquines i tecnologia tant antigues com noves. Va descriure armes com trabuquets, ariets, ponts mòbils, canons, coets, carros, vaixells, molins, escales de setge, dispositius incendiaris, ballestes i instruments de tortura. El retrat de l'autor és considerat el primer retrat realista d'un autor des de l'antiguitat.
El punt de vista de Kyeser era que la guerra en el sentit més ampli era més eficaç si es veia des de tots els angles, incloent l'astrologia i la bruixeria. El seu manual va presentar la tecnologia de l'art de la guerra través d'una associació entre l'educació i les lletres llatines. El llibre era d'un gran format i molt costós. Tenia il·lustracions elaborades i dibuixos esplèndids d'una gran quantitat de dispositius i màquines de guerra. El tractat va ser dissenyat més per a un príncep o rei que per a un enginyer. Kyeser va creure que el seu manual de guerra faria que els exèrcits funcionessin en totes direccions.
El seu tractat sovint feia referència a l'antiguitat, especialment la tàctica de guerra d'Alexandre el Gran. Ell escriu que Alexandre tenia moltes habilitats tècniques de guerra. En una sola il·lustració, mostra a Alexandre amb un coet com arma de guerra a les mans amb les misterioses lletres: MEUFATON. En una altra il·lustració, Alexandre es mostra com el suposat inventor d'un carro de guerra molt gran. Kyeser escriu que Alexandre no era només un gran inventor de dispositius de guerra, sinó que era capaç d'usar-los ell mateix. Retrata Alexandre amb habilitats màgiques.

## Dedicació

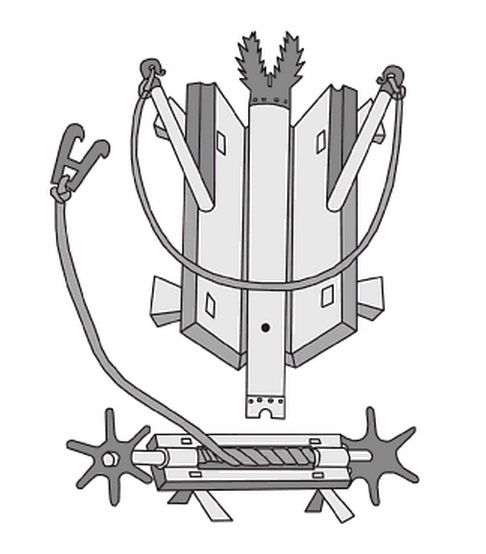
Il·lustració d'un Springald del llibre de Konrad Kyeser, Bellifortis

Un cop acabat, Konrad va dedicar el seu tractat al feble Ruprecht III com una amarga resposta al seu desterrament. Destaca en la dedicació la relació del coneixement tècnic amb les habilitats tècniques. Escriu dels soldats alemanys, "de la mateixa manera que el cel brilla amb estrelles, Alemanya brilla amb disciplines liberals, s'adapta a la mecànica i s'adorna amb diverses arts"
Al final del tractat, Kyeser dona un aspecte marcadament inusual d'ell mateix. Es retrata com una persona preocupada per morir. Fins i tot proveeix el seu propi epitafi: que la meva ànima s'adhereixi al vostre altíssim..

## Llegat
El Bellifortis es va copiar completament o parcial, i es van ampliar alguns temes, en diversos manuscrits posteriors. Els més cèlebres són el manuscrit Thott de Hans Talhoffer del segle xv, però hi ha còpies incloses en edicions de l'obra De Re Militari de Vegetius, de 1535 en llatí i de 1536 en francès, que contenen imatges clarament copiades de Bellifortis (amb la vestimenta actualitzada per als soldats), com ampliació del tractat original de Vegetius que només tenia text.